# 조희 (진 장양왕)
조희(趙姬, 기원전 280년 ~ 기원전 228년)는 중국 전국시대 진나라(秦)의 태후로, 진 장양왕의 부인이자 진 시황제의 생모이다.
조나라(趙) 출신으로, 본래 상인 여불위(呂不韋)와 함께 살았으나 여불위가 장양왕에게 바쳤고 그의 부인이 되었다. 자초부인(子楚夫人)이라고도 한다. 죽은 후의 시호는 제태후(帝太后)이다.

## 생애

### 조나라에서
조희는 본래 조나라(趙)의 부유한 집안(豪家)의 딸이었다. 조희는 한단(邯鄲)의 여러 여인(姫)들 중에서도 외모가 아름답고 춤을 잘추었는데, 큰 상인이었던 여불위(呂不韋)가 그녀를 취해 함께 살게 되었다.
여불위는 당시 한단에 볼모로 와 있던 진나라(秦)의 왕족 자초(子楚)를 후원하여 진나라 왕의 후계자로 만들려 하였는데, 어느날은 자초가 여불위의 집에 왔다가 조희를 보고는 마음에 들어하여 그녀를 자신에게 달라고 청하였다. 여불위는 화가 났으나 이미 그에게 많은 재산을 투자했고 또한 자초를 기이하게 여겨서 그를 낚으려 하고자 했으므로 조희를 자초에게 바쳤다. 이 시기의 문제 때문에 조희가 이미 여불위의 아들을 임신한 상태였고 그 아이가 훗날 진시황 영정이 된다는 견해도 있고 아니라는 견해도 있다. 다만 현대에 와서는 전자는 진의 정통성을 부정하기 위한 만들어진 이야기라는 비판을 받고 있다.
기원전 257년, 진 소양왕이 장군 왕흘(王齕)로 하여금 조나라의 수도 한단을 포위하도록 하였다. 위급해진 조나라는 자초를 죽이려 하였는데, 이때 여불위가 금 600근을 감시하는 자들에게 내주어 자초를 진나라로 탈출시켰다. 조나라는 자초의 부인 조희와 아들 영정을 죽이려 하였으나, 조희는 부유한 집안(豪家)의 딸이었기 때문에 위기를 모면할 수 있었다.

### 진나라의 왕후
기원전 251년, 진 소양왕이 죽고 둘째 아들 태자 안국군이 즉위하여 진 효문왕이 되었으며, 자초는 태자가 되었다. 그에 따라 조나라에서는 조희와 그 아들을 진나라로 돌려보내 주었다.
기원전 250년, 진 효문왕이 죽고 태자 자초가 즉위하여 진 장양왕이 되었다. 그에 따라 장양왕의 아내였던 조희는 마침내 진나라 왕후가 되었다.

### 진나라의 태후
기원전 246년, 진 장양왕이 죽고 태자 진왕 영정이 즉위하였다. 진왕 영정의 생모 조희는 태후(太后)가 되었으며, 진나라의 상국(相國)이 된 여불위와 몰래 간통하였다. 이후 진왕 영정이 성장한 후에도 조희가 여불위와 간통하자, 여불위는 이 일이 들통날까 두려워하였다.
여불위는 음경이 큰 노애(嫪毐)라는 사람을 구해서 자신의 사인(舎人)으로 삼았다. 여불위는 노애에게 바퀴를 음경으로 돌리는 공연을 자주 벌이도록 해서 이 소문이 조희의 귀에 들어가도록 했다. 조희가 이를 알고는 노애를 가지고자 하였는데, 여불위는 사람을 시켜서 노애를 모함하여 부형(腐刑, 궁형)을 당하게 하는 한편, 조희에게 그를 부형에 처한 것으로 위장시켜 궁안으로 들여올 것을 권하였다.
이에 조희는 부형을 집행하는 관리에게 뇌물을 주어서 노애에게 부형을 집행한 것처럼 꾸미고는 그의 수염과 눈썹을 밀었다. 가짜 환관이 된 노애는 조희를 모시게 되었는데, 조희는 노애와 간통하며 그를 매우 총애하였다. 결국 임신을 하게 된 조희는 사람들에게 들킬까 두려워서 점을 치고는 잠시 궁을 떠나야 한다면서 거처를 옹(雍)으로 옮겼다.
노애는 이후에도 늘 조희를 곁에서 모시면서 많은 상을 받았으며, 주변의 모든 일을 마음대로 결정하였다. 노애의 집에는 노복이 수 천 명이었고, 벼슬을 얻으려고 노애의 식객이 된 자들도 천 여 명에 이르렀다.

### 노애의 난
기원전 238년(진시황 9) 4월 기유일, 진왕 정이 어머니인 조희가 있는 옹(雍)에 와서 관례를 치르고 검을 차는 성인식을 가졌다. 그런데 누군가가 노애가 사실은 환관이 아니며, 조희와 간통하여 아들을 둘이나 낳아 숨겨 놓았으고, 조희와 모의하여 왕이 죽으면 자신의 아들을 후계자로 삼자고 했다는 것을 고발해왔다. 이에 진왕 정이 관리들로 하여금 사람들을 심문하여 실정을 알아내도록 하였다.
반란을 일으키려다가 들통이 난 노애는 왕의 옥새와 태후의 인장을 도용하여 옹현의 군사, 진왕의 호위군사, 관의 기병, 융적(戎翟)의 우두머리 및 가신들을 동원해 기년궁(蘄年宮)을 공격하고 난을 일으켰다. 이에 진왕 정이 창평군(昌平君) · 창문군(昌文君)에게 군대를 내어 노애를 공격하도록 명령하니 함양(咸陽)에서 싸워 수백 명의 머리를 베었다.
노애가 패하여 도망치자, 진왕 정은 즉시 나라 안에 노애를 사로잡는 자에게는 1백만 냥을, 죽이는 자에게는 50만 냥을 준다는 명령을 내렸다. 결국 노애와 그 무리들은 모두 잡히고 말았다. 반란에 연루된 위위(衛尉) 갈(竭) · 내사(內史) 사(肆) · 좌익(佐弋) 갈(竭) · 중대부령(中大夫令) 제(齊) 등 20명은 모두 효수형에 처했졌으며, 노애는 사지를 찢는 거열형(車裂刑)에 처해 조리를 돌렸다.

### 복위와 말년
그해 9월, 진왕 정은 조희가 노애 사이에서 낳은 2명의 아들들을 죽이고 조희를 옹(雍)에 유폐하였다. 그러자 모초(茅焦)가 진왕 정에게 "진이 바야흐로 천하를 염두에 두고 있는데 대왕께서는 모후를 유배시켰다고 합니다. 제후들이 이를 듣고 진나라를 배반하지 않을까 걱정입니다."라 말했다. 진왕 정이 이에 곧 태후를 함양으로 맞아들였다가 다시 감천궁(甘泉宮)에 살게 했다.
기원전 228년(진시황 19), 조희는 죽었다. 시호를 제태후(帝太后)라고 했으며, 장양왕과 함께 채양(茝陽)에 묻었다.

## 관련 인물
- 진 장양왕
- 진 시황제
- 여불위
- 노애